# 1191
Високе Середньовіччя •  Золота доба ісламу •  Реконкіста •  Хрестові походи •  Київська Русь

## Геополітична ситуація
Ісаак II Ангел очолоє Візантію (до 1195). Генріх VI став імператором Священної Римської імперії (до 1197). Філіп II Август править у Франції (до 1223).
Апеннінський півострів розділений: північ належить Священній Римській імперії, середню частину займає Папська область, більша частина півдня належить Сицилійському королівству. Деякі міста півночі: Венеція, Піза, Генуя тощо, мають статус міст-республік, частина з яких об'єднана Ломбардською лігою.
Південь Піренейського півострова в руках у маврів. Північну частину півострова займають християнські Кастилія, Леон (Астурія, Галісія), Наварра, Арагонське королівство (Арагон, Барселона) та Португалія. Річард Левове Серце є королем Англії (до 1199), королем Данії — Кнуд VI (до 1202).
У Києві княжить Святослав Всеволодович (до 1194). Володимир Ярославич займає галицький престол (до 1198). Ярослав Всеволодович княжить у Чернігові (до 1198), Всеволод Велике Гніздо у Володимирі-на-Клязмі (до 1212). Новгородська республіка та Володимиро-Суздальське князівство фактично відокремилися від Русі. У Польщі період роздробленості. На чолі королівства Угорщина стоїть Бела III (до 1196).
В Єгипті, Сирії та Палестині править династія Аюбідів, невеликі території на Близькому Сході утримують хрестоносці.
У Магрибі панують Альмохади. Сельджуки окупували Персію та Малу Азію. Хорезм став наймогутнішою державою Середньої Азії. Гуриди контролюють Афганістан та Північну Індію. У Китаї співіснують держава ханців, де править династія Сун, держава чжурчженів, де править династія Цзінь, та держава тангутів Західна Ся. На півдні Індії домінує Чола. В Японії триває період Камакура.

## Події
- Князі Київської Русі здійснили невдалий похід на половців.
- Завершилося будівництво Хустського замку.
- Розпочався понтифікат Целестина III.
- Генріха VI короновано в Римі імператором Священної Римської імперії. Імператор продовжив похід на південь Італії проти Сицилійського королівства, взяв в облогу Неаполь.
- Англійський король Річард Левове Серце на шляху до Палестини захопив Кіпр. Він продав острів тамплієрам, які поступилися ним Гі де Лузіньяну. Наступного року утворилося Кіпрське королівство.
- 11 липня, перервавши переговори про здачу міста, хрестоносці під керівництвом Річарда Левове Серце штурмом взяли місто Акру (сьогодні Акко, Ізраїль). 29 серпня хрестоносці зарубали в місті три тисячі полонених мусульман.
- У серпні Палестину покинув французький король Філіп II Август. Повернувшись до Франції від вступив у змову з Іоанном Безземельним з метою відібрати в англійської корони її французькі володіння.
- 7 вересня війська Річарда Левового Серця завдали поразки Салах ад-Діну в битві під Арсуфом. Розпочалися переговори між хрестоносцями та мусульманами.
- Війська Римської комуни знищили Тускулум.
- Засноване місто Берн.
- Альмохади здійснили наступ на Португалію, захопили місто Сілвеш.
- Раджпути на чолі з махараджею Прітхвіраджом III завдали поразки Мухаммаду Горі в битві під Тараїном, що неподалік від сучасного Делі.
- В Японії, повернувшись із Китаю, чернець Ейсай заснував секту Ріндзай.
- Кхмерський правитель Джаяварман VII захопив столицю Чампи.